# Monimioideae
Monimioideae, biljna potporodica, dio porodice Monimiaceae u redu lovorolike.
Sastoji se od tri tribusa, svaki sa jednim rodom.

## Potporodice i rodovi
1. Subfamilia Monimioideae Raf.
  1. Tribus Palmerieae Philipson
    1. Palmeria F. Muell. (14 spp.)

  2. Tribus Monimieae Rchb.
    1. Monimia Thouars (3 spp.)

  3. Tribus Peumieae (Schodde) Philipson
    1. Peumus Molina (1 sp.)

## Vanjske poveznice
|  | Zajednički poslužitelj ima još gradiva o temi Monimioideae |
|  | Wikivrste imaju podatke o taksonu Monimioideae             |